# Kraszewice
Kraszewice (in tedesco dal 1939 al 1943 Schöngrund, dal 1943 al 1945 Schöngrunden) è un comune rurale polacco del distretto di Ostrzeszów, nel voivodato della Grande Polonia.
Ricopre una superficie di 75,11 km² e nel 2004 contava 3 651 abitanti.